# Wezirgeldi Ylýasow
Wezirgeldi Ylýasow (ur. 18 stycznia 1992 w Gumdagu) – turkmeński piłkarz grający na pozycji obrońcy. Od 2018 roku jest zawodnikiem klubu Ahal FK.

## Kariera piłkarska
Swoją karierę piłkarską Ylýasow rozpoczął w klubie Ýedigen Aszchabad, w którym w 2014 roku zadebiutował w pierwszej lidze turkmeńskiej. W 2018 roku został zawodnikiem Ahal FK.

## Kariera reprezentacyjna
W reprezentacji Turkmenistanu Ylýasow zadebiutował 9 stycznia 2019 w przegranym 2:3 meczu Pucharu Azji 2019 z Japonią.